# Neuville-sur-Ailette
Neuville-sur-Ailette település Franciaországban, Aisne megyében. Lakosainak száma 119 fő (2022. január 1.). Neuville-sur-Ailette Cerny-en-Laonnois, Chamouille, Chermizy-Ailles és Martigny-Courpierre községekkel határos.

## Népesség
A település népességének változása:
| Lakosok száma | 79   | 86   | 71   | 77   | 99   | 102  | 105  | 115  | 120  | 119  |
|               | 1968 | 1982 | 1990 | 2006 | 2013 | 2015 | 2017 | 2019 | 2020 | 2022 |